# Paraguay en los Juegos Suramericanos
Paraguay ha sido una de las naciones que ha participado en los Juegos Suramericanos de manera ininterrumpida desde la primera edición que se realizó en Bolivia en 1978.
El país está representado ante los Juegos Suramericanos por el Comité Olímpico Paraguayo. 
La ciudad de Asunción (Paraguay) fue sede de la XII edición de los Juegos Suramericanos de 2022.

## Delegación
Para los IX Juegos Suramericanos Medellín 2010, Paraguay contó con un delegación de un total de 124 deportistas acreditados.

## Medallero histórico
Fuente: Organización Deportiva Suramericana
Leyenda
     Ganador
     Segundo puesto
     Tercer puesto
     Cuarto o quinto puesto (Top 5)
     Último puesto
| Año   | País                 | Sede         | Posición | Oro | Plata | Bronce | Total |
| ----- | -------------------- | ------------ | -------- | --- | ----- | ------ | ----- |
| 1978  | Bandera de Bolivia   | La Paz       | 7/8      | 2   | 3     | 4      | 9     |
| 1982  | Bandera de Argentina | Rosario      | 10/10    | 0   | 3     | 3      | 6     |
| 1986  | Bandera de Chile     | Santiago     | 8/10     | 1   | 6     | 8      | 15    |
| 1990  | Bandera de Perú      | Lima         | 10/10    | 0   | 4     | 2      | 6     |
| 1994  |                      | Valencia     | 10/14    | 3   | 0     | 7      | 10    |
| 1998  | Bandera de Ecuador   | Cuenca       | 12/14    | 1   | 1     | 4      | 6     |
| 2002  | Bandera de Brasil    | Brasil       | 10/14    | 0   | 1     | 8      | 9     |
| 2006  | Bandera de Argentina | Buenos Aires | 9/15     | 2   | 4     | 5      | 11    |
| 2010  | Bandera de Colombia  | Medellín     | 10/15    | 1   | 7     | 4      | 12    |
| 2014  | Bandera de Chile     | Santiago     | 9/14     | 3   | 5     | 2      | 10    |
| 2018  | Bandera de Bolivia   | Cochabamba   | 8/14     | 6   | 10    | 14     | 30    |
| 2022  | Bandera de Paraguay  | Asunción     | 8/15     | 8   | 26    | 14     | 48    |
| Total | Total                |              |          | 27  | 70    | 75     | 172   |

## Desempeño
Paraguay ocupó su mejor posición en la primera edición de los juegos cuando obtuvo el séptimo lugar. En los juegos de Santiago 1986, obtuvo el mayor número de medallas en la historia de los juegos con un total de 15 preseas. En cambio fue en los juegos de Valencia 1994 cuando obtuvo el mayor número de medallas de oro ganadas en unos juegos con un total de 3 unidades doradas. 
Su peor desempeño fue en los juegos de Cuenca 1998 cuando quedó en el duodécimo lugar a pesar de obtener una medalla de oro.

### IXJuegos Suramericanos de 2010
Los deportistas por país más destacados que conquistaron más de una medalla en las competiciones deportivas realizadas en Medellín, Colombia de la novena edición de los juegos fueron:
| Clasificación del País | Clasificación del Total | Deportista                        | País     | Disciplina |   |   |   | Total |
| 1                      | 304                     | Benjamin Thomas Hockin Brusquetti | Paraguay | Natación   | 0 | 3 | 1 | 4     |
| 2                      | 336                     | Verónica Cepede Royg              | Paraguay | Tenis      | 0 | 2 | 0 | 2     |
| 3                      | 470                     | Esteban Casarino                  | Paraguay | Squash     | 0 | 0 | 2 | 2     |

### XJuegos Suramericanos de 2014
Con 191 atletas, la delegación del 2014 es la más numerosa que haya presentado Paraguay en estos juegos.
| Clasificación del País | Clasificación del Total | Deportista            | País     | Disciplina    |   |   |   | Total |
| TBA                    | TBA                     | Victor Fatecha        | Paraguay | Atletismo     | 1 | 0 | 0 | 1     |
| TBA                    | TBA                     | Camila Pirelli        | Paraguay | Atletismo     | 1 | 0 | 0 | 1     |
| TBA                    | TBA                     | Julieta Granada       | Paraguay | Golf          | 1 | 0 | 0 | 1     |
| TBA                    | TBA                     | Verónica Cepede Royg  | Paraguay | Tenis         | 0 | 2 | 0 | 2     |
| TBA                    | TBA                     | Montserrat González   | Paraguay | Tenis         | 0 | 1 | 0 | 1     |
| TBA                    | TBA                     | Marcos Ruiz           | Paraguay | Golf          | 0 | 1 | 0 | 1     |
| TBA                    | TBA                     | Matias López Chaparro | Paraguay | Natación      | 0 | 1 | 0 | 1     |
| TBA                    | TBA                     | Marcelo Aguirre       | Paraguay | Tenis de mesa | 0 | 1 | 0 | 1     |
| TBA                    | TBA                     | Axel Gavilán          | Paraguay | Tenis de mesa | 0 | 1 | 0 | 1     |
| TBA                    | TBA                     | Luciani Zorrilla      | Paraguay | Karate        | 0 | 0 | 1 | 1     |